# John Mugabi
John Mugabi, född den 4 mars 1960 i Kampala, Uganda, är en ugandisk boxare som tog OS-silver i welterviktsboxning 1980 i Moskva. I finalen förlorade han mot Andrés Aldama från Kuba.
Han kallades The Beast.